# William Shatner

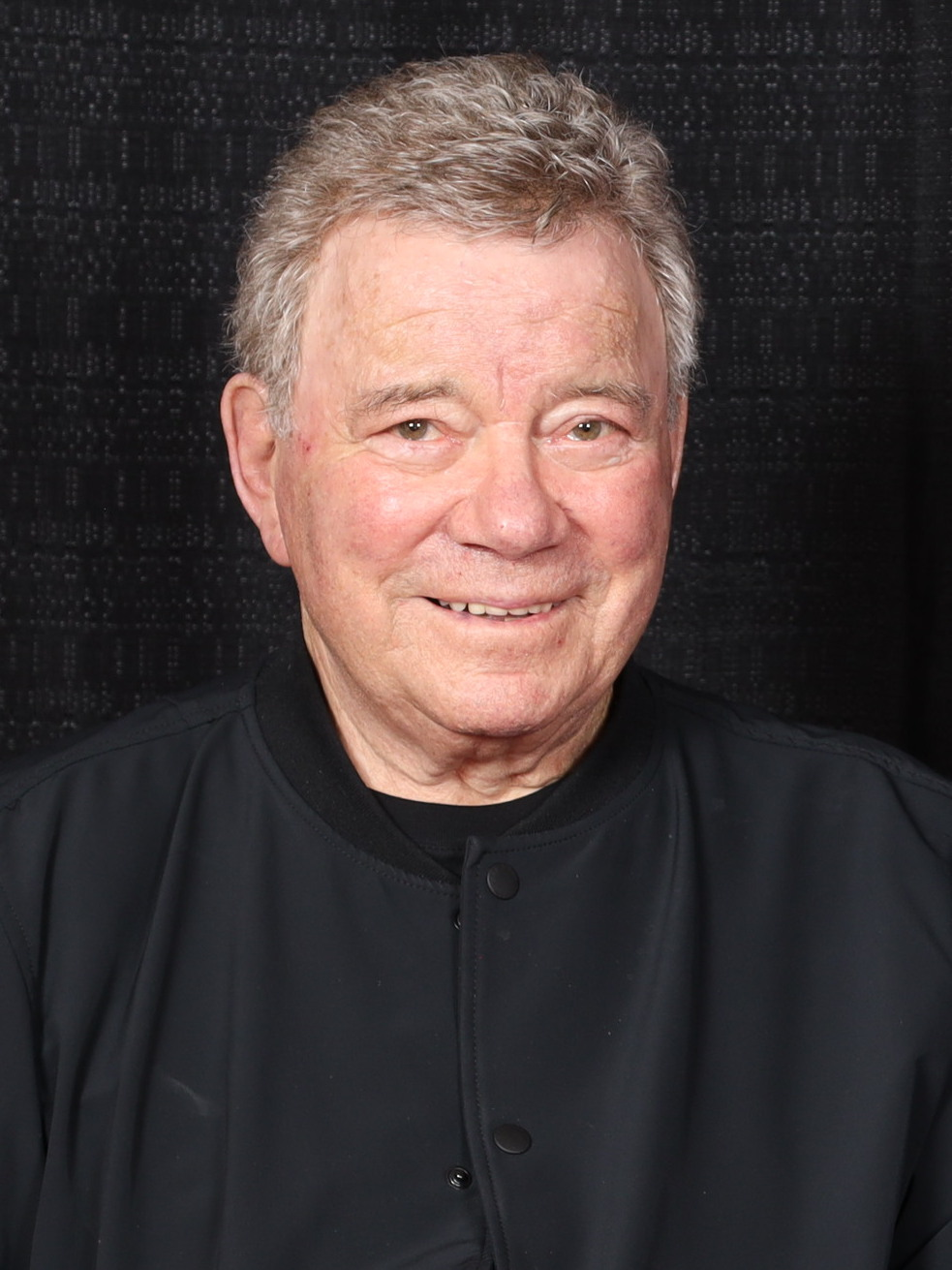
William Shatner (2024)

William Shatner, OC (* 22. März 1931 in Montreal) ist ein kanadischer Schauspieler, Produzent, Regisseur, Drehbuchautor, Buchautor, Sänger und Synchronsprecher. Zudem ist er Golden-Globe- sowie zweifacher Emmy-Preisträger. Einem breiten Publikum wurde er vor allem durch seine Rollen als Captain James T. Kirk in Raumschiff Enterprise, als T. J. Hooker in der gleichnamigen Serie und als Denny Crane in der Anwaltsserie Boston Legal bekannt. Durch einen zehnminütigen suborbitalen Flug im Oktober 2021 wurde er im Alter von 90 Jahren zum bis dahin ältesten Menschen, der im Weltraum war.

## Leben

### Herkunft und frühe Jahre
William Shatner wurde 1931 als Sohn von Joseph Shatner und Anna Garmaise in Montreal geboren und wuchs dort auch auf. Sein Großvater Wolfgang Shatner (ursprünglich Schattner) war ein jüdischer Emigrant deutscher Abstammung aus der Ukraine. Seine Großeltern mütterlicherseits waren jüdische Emigranten aus Österreich und Vilkaviškis in Litauen.
Die Schauspielerei faszinierte Shatner schon seit seinem sechsten Lebensjahr, als er in einem Ferienlager bei einer Theateraufführung mitwirkte. Zwei Jahre später trat er beim Montrealer Kindertheater als Tom Sawyer auf. Bereits mit zehn Jahren erreichte er einen gewissen Bekanntheitsgrad als Hörspielsprecher beim kanadischen Radiosender CBC. Nach der High School absolvierte er an der McGill University in Montreal ein Studium der Wirtschaftswissenschaften, das er 1952 mit dem Bachelor abschloss.

### Karriere

#### Schauspieler und Moderator
1953 spielte Shatner beim Stratford Festival of Canada in mehreren Shakespeare-Aufführungen. 1956 zog er nach New York City und arbeitete dort für das Fernsehen und am Broadway, wo Filmproduzenten auf ihn aufmerksam wurden. Sein erster Auftritt in einem Kinofilm war 1958 in Die Brüder Karamasow, wo er die Rolle des Alexej Karamasow spielte. Drei Jahre später folgte eine Nebenrolle in Urteil von Nürnberg und 1962 die Hauptrolle in Roger Cormans Rassismusdrama Weißer Terror. Sein Debüt als Hauptdarsteller in einer Fernsehserie lieferte Shatner in For the People, die von Januar bis Mai 1965 ausgestrahlt wurde. 
Weltbekannt wurde er durch seine Rolle als Captain Kirk in der Fernsehserie Raumschiff Enterprise, deren drei Staffeln von September 1966 bis September 1969 liefen. In der ursprünglichen Pilotfolge der Serie, The Cage, spielte er noch nicht mit; in ihr verkörperte Jeffrey Hunter die Rolle des Captain Pike, der vor Kirk das Kommando über die Enterprise hatte.

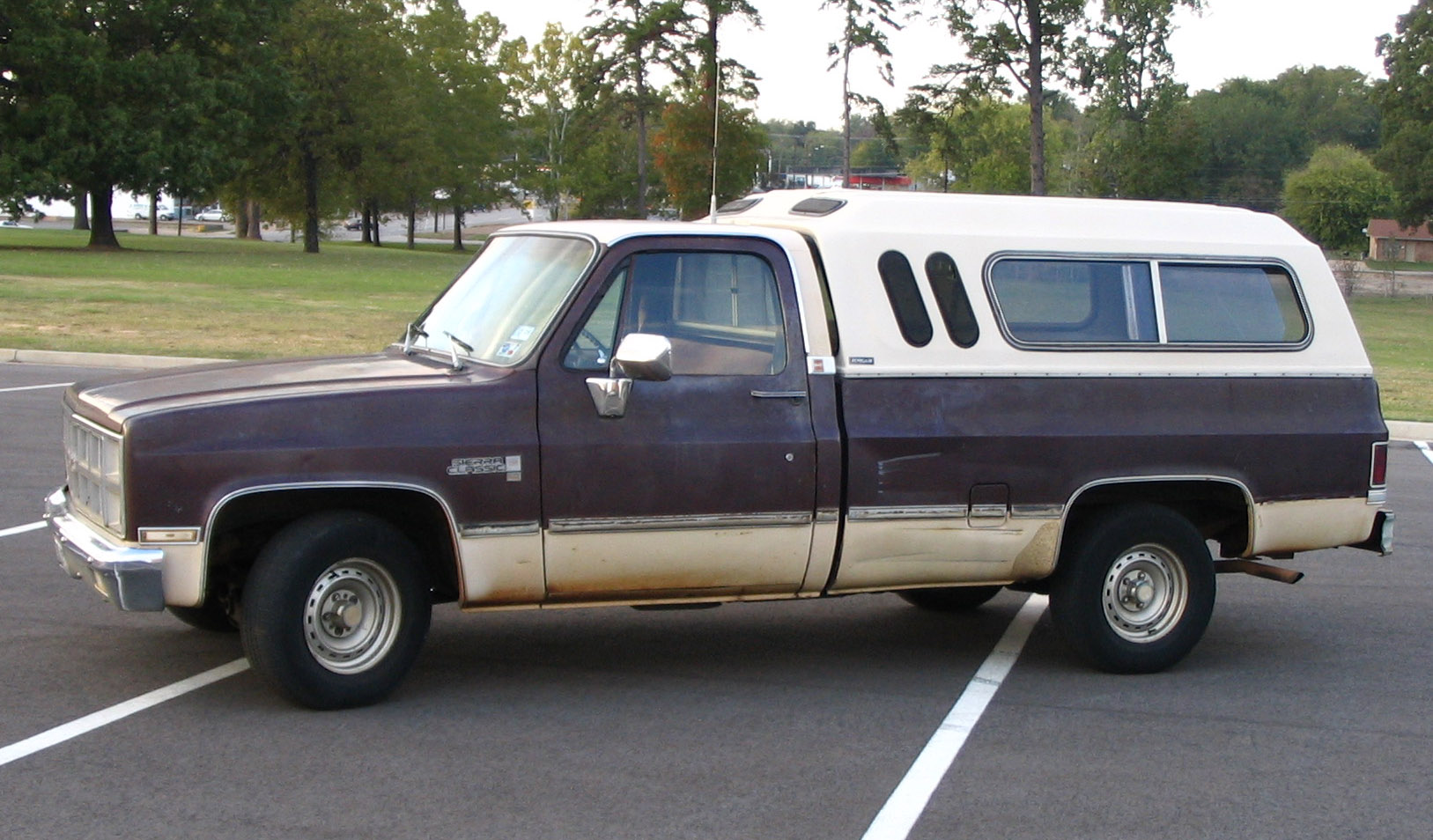
Ein Pick-up mit einfacher Wohnkabine, einige Zeit die „Wohnung“ von Shatner

Anfang der 1970er Jahre lebte Shatner aus Geldnot einige Zeit in einem Pick-up. Später spielte er in den ersten sieben Teilen der Star-Trek-Kinofilmreihe (1979–1994) wieder Kirk; beim fünften Film führte er auch Regie.

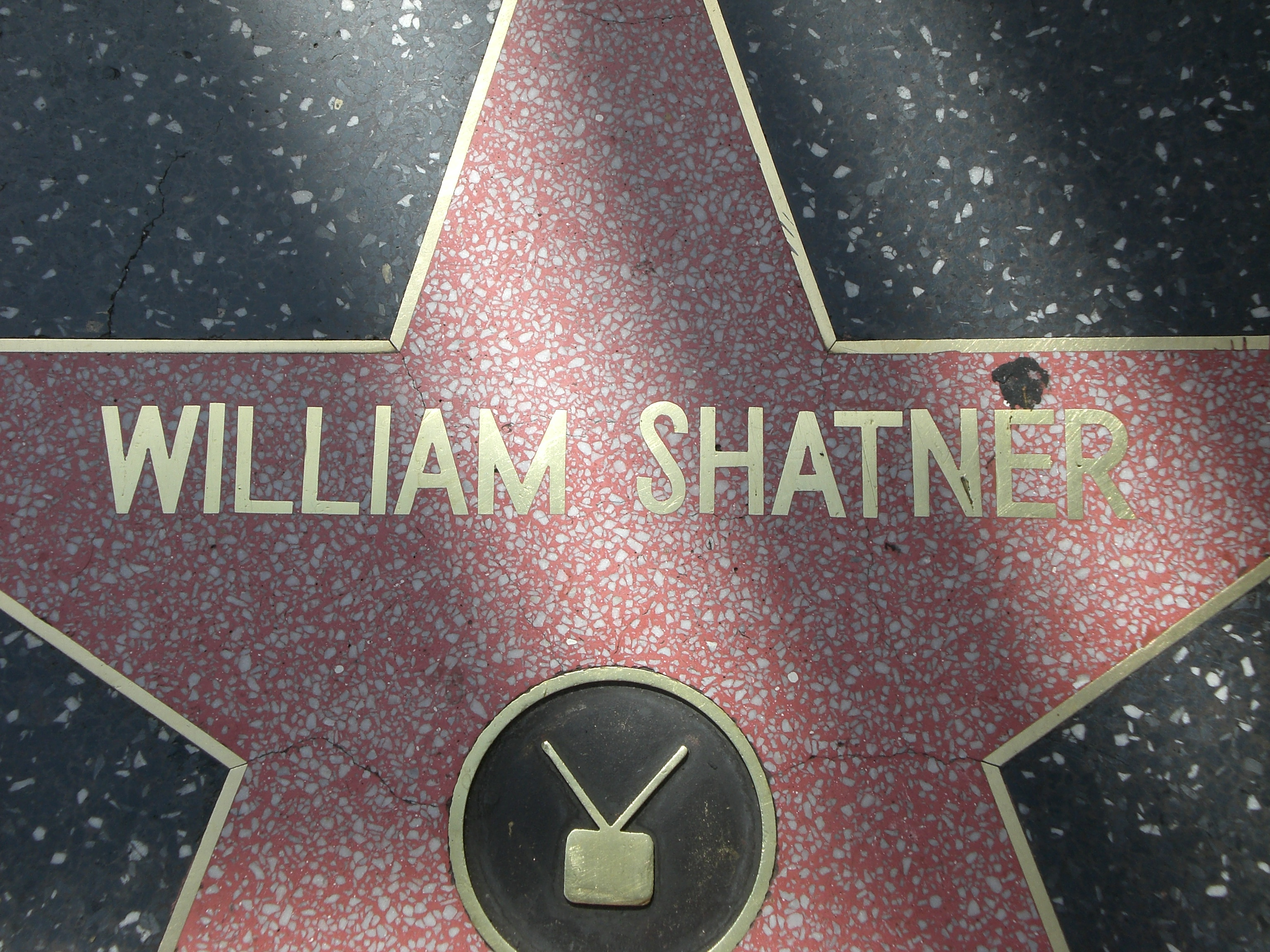
Shatners Stern auf dem Hollywood Walk of Fame

Weitere Filme mit Shatner sind zum Beispiel Der Hund von Baskerville (1972) und Die Entführung des Präsidenten (1980) mit Ava Gardner und Hal Holbrook sowie zwei Folgen der US-Krimireihe Columbo. Von 1982 bis 1986 spielte er in der Krimiserie T.J. Hooker erneut eine Hauptrolle und führte auch bei mehreren Episoden Regie. 1989 bis 1996 moderierte er die TV-Sendung Rescue 911, wo Unfälle und Rettungseinsätze mit Polizei und Feuerwehr nachgestellt wurden. 
1993 übernahm er in der Komödie Loaded Weapon 1 eine Nebenrolle. Zwischen 1994 und 1996 entstanden vier Fernsehfilme und 18 Serienfolgen von Tek War – Krieger der Zukunft, basierend auf den gleichnamigen Science-Fiction-Romanen Shatners. Hier spielte er als Walter Bascom in einer Nebenrolle mit und übernahm beim ersten Film sowie bei zwei Folgen der Serie die Regie.
Nach der Independent-Komödie Free Enterprise (1998), in der Shatner sich selbst parodiert, folgten weitere Rollen in Filmen wie Miss Undercover (2000), Showtime (2002) und Voll auf die Nüsse (2004). Von 2004 bis 2008 spielte er an der Seite von James Spader die Rolle des Denny Crane in der Justizserie Boston Legal, für die er 2005 den Emmy als bester Nebendarsteller in einer Dramaserie und den Golden Globe als bester Nebendarsteller in einer Fernsehproduktion erhielt. 
Daneben moderierte er ab November 2006 die wöchentliche Spielshow Show Me the Money beim US-Fernsehsender ABC, die nach wenigen Folgen eingestellt wurde. Außerdem war er in Werbesendungen für das Internetangebot Priceline und das Computerspiel World of Warcraft zu sehen.
Seit Dezember 2008 tritt er als Gastgeber der Talkshow Shatner’s Raw Nerve für The Biography Channel auf, in der er Prominente befragt. Von September 2010 bis Februar 2011 spielte er in der von CBS ausgestrahlten Sitcom Shit! My Dad Says die Rolle des Vaters. 2011 stand er für die Dokumentation Ufos, Sex und Monster – Das wilde Kino des Roger Corman vor der Kamera, Regisseur Alex Stapleton beleuchtet die Filme und Leben des B-Movie-Regisseurs und Produzenten Roger Corman.
2014 parodierte Shatner seine Rolle als Captain Kirk in einem Werbespot des Volkswagen-Konzerns. Mit den Worten „Genau wie in meinem Raumschiff“ lud er einen kleinen Star-Trek-Fan zu einer Fahrt in seinem neuen Auto ein. Unterwegs begegneten beide auch Leonard Nimoy alias Mr. Spock, der sie mit dem Wort „Faszinierend“ begrüßte. Shatner moderiert seit 2019 die Dokumentarfilmreihe The UnXplained.
Ab Juli 2021 moderierte Shatner die Fernsehshow I Don’t Understand („Ich verstehe das nicht“) über Weltraumthemen, die bei RT America ausgestrahlt wurde. Shatner erklärte dazu noch vor Ausstrahlungsbeginn, dass RT America die Ausstrahlungsrechte nach Produktionsbeginn gekauft habe, während Margarita Simonowna Simonjan, die Chefredakteurin von RT America, die Sendung mit den Worten: „Cpt. Kirk ist auf die Seite des Guten gewechselt!“ bewarb. Shatner beendete die noch laufende Produktion der Serie im März 2022 mit der Erklärung, den Ukrainekrieg abzulehnen, bevor RT America am nächsten Tag wegen der Entziehung seiner Sendelizenzen den Betrieb einstellte.

#### Musiker
Shatners Musikstil zeichnet sich durch seine als „Spoken Word“ bezeichnete Gesangsweise aus, die eher an eine schauspielerisch gestaltete Lyrikrezitation mit musikalischer Untermalung als an Gesang erinnert. 1968 erschien sein erstes Album The Transformed Man. Die darauf enthaltene Version des Beatles-Titels Lucy in the Sky with Diamonds wurde von den Zuschauern des Fernsehsenders Music Choice zum schlechtesten Beatles-Cover aller Zeiten gewählt. 2004 erschien Has Been, produziert von Ben Folds. Es enthält als Duett mit Joe Jackson unter anderem eine Neueinspielung des Titels Common People der Gruppe Pulp. Auf dem Album wirken neben Ben Folds auch Henry Rollins, Aimee Mann und Brad Paisley als Gastsänger mit.
Auf dem 2011 erschienenen Album Seeking Major Tom coverte Shatner Lieder mit Bezug zum Weltraum, unter anderem das titelgebende Major Tom (Peter Schilling), Space Oddity (David Bowie), Mr. Spaceman (The Byrds), Walking on the Moon (The Police) und Rocket Man (Elton John). Auf dieser Platte wirkten zahlreiche namhafte Musiker als Gäste mit, unter anderem Ritchie Blackmore, Peter Frampton, Michael Schenker, Johnny Winter und Sheryl Crow. Sein viertes Album Ponder the Mystery (2013) enthält 15 eigene Lieder. Die Texte schrieb Shatner selbst, die Musik komponierte Billy Sherwood, der auch alle Instrumente einspielte und den Gesang im Background übernahm.
Auf dem ebenfalls 2011 erschienenen Album Temple of Rock des deutschen Rockgitarristen Michael Schenker spricht Shatner als Gast das Intro. Im Oktober 2020 veröffentlichte Shatner mit Gastmusikern wie Ritchie Blackmore, Brad Paisley und Ronnie Earl das Blues-Album The Blues. Im September 2022 nahm Shatner als Knight an der achten Staffel der US-amerikanischen Version von The Masked Singer teil, in der er den 22. Platz belegte. Zwei Jahre darauf leitete er die Auftaktsfolge der zwölften Staffel ein.

#### Buchautor
Neben seiner eigenen Star-Trek-Biographie und den TEK-War-Romanen verfasste Shatner zusammen mit dem Autorenduo Judith und Garfield Reeves-Stevens bisher zehn Star-Trek-Romane. Bis auf die Bücher Die Asche von Eden und Collision Course spielen die Romane inhaltlich alle nach den Ereignissen in dem Kinofilm Star Trek: Treffen der Generationen. Die Figur des Captain James T. Kirk wurde von Shatner wieder zum Leben erweckt und erlebt nun zahlreiche Abenteuer im 24. Jahrhundert, zusammen mit zahlreichen anderen Figuren aus dem Star-Trek-Universum. Es werden viele Verbindungen zu der klassischen Star-Trek-Serie geknüpft.

#### Raumflug
Am 13. Oktober 2021 war Shatner bei einem suborbitalen Flug ins All als Weltraumtourist an Bord der New Shepard von Blue Origin. Mit 90 Jahren und 6 Monaten war er zu diesem Zeitpunkt der älteste Mensch, der je im All gewesen ist. Dieser Rekord wurde im Mai 2024 vom Astronauten Ed Dwight (90 Jahre und 8 Monate) gebrochen.
Später gab Shatner zu, dass ihn der Raumflug so emotional gemacht habe, dass er gar nicht aufhören konnte zu weinen. Als Grund für die Traurigkeit gab er an, dass er bei seinem Flug realisiert habe, dass er um die Erde trauere, die vom Menschen zerstört werde. Die Umweltkrise werde immer schlimmer. Es sei wie bei jemandem, der eine Hypothek aufgenommen habe und die Raten nicht bezahlen könne, und dann denke: „Na gut, dann gehen wir eben essen und denken nicht weiter darüber nach.“ Er gab zugleich an, dass er stark vom 1962 erschienenen Umweltschutz-Buch Silent Spring von Rachel Carson inspiriert wurde.

## Privates

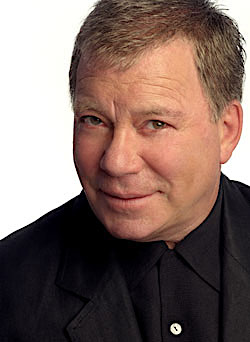
William Shatner (2005)

Shatner war viermal verheiratet. Ab 1956 mit Gloria Rand, die Ehe wurde 1969 geschieden. Von 1973 bis zur Scheidung 1994 war er mit der Schauspielerin Marcy Lafferty verheiratet. 1997 heiratete er Nerine Kidd. Sie ertrank 1999 im Swimmingpool ihres Hauses. In ihrem Blut wurden Alkohol und Valium gefunden, die Polizei schloss ein Fremdverschulden aus. Ab 2001 war Shatner mit Elizabeth Anderson Martin verheiratet. Die Ehe wurde im Januar 2020 geschieden.
Shatners Tochter, die Schauspielerin Melanie Shatner (* 1964), hatte 1989 in Star Trek V: Am Rande des Universums einen Auftritt als Sekretärin. Sie ist mit dem Schauspieler Joel Gretsch verheiratet. Eine weitere Tochter, Lisabeth Shatner (* 1961), hatte 1966 als Fünfjährige ebenfalls einen Auftritt in der Fernsehserie Raumschiff Enterprise.
Shatner ist neben seinen künstlerischen Tätigkeiten auch ein erfolgreicher Pferdezüchter, Dobermann-Züchter und Veranstalter der jährlichen Hollywood Charity Horse Show, deren Erlös geistig und körperlich behinderten Kindern sowie auch Veteranen zugutekommt. Shatner spricht sich gegen Meeres-Themenparks und Zoos aus. 2014 schrieb er in Zusammenarbeit mit der Tierrechtsorganisation PETA einen offenen Brief an einen Betreiber von Star-Trek-Kreuzfahrten, der das Schwimmen mit Delfinen anbot, in dem er meinte, dass Star-Trek-Fans sicher wollten, dass Delfine in Freiheit blieben. Shatner ist ein Unterstützer der Meeresschutzorganisation Sea Shepherd Conservation Society und setzt sich für mindestens 19 wohltätige Organisationen ein.
Im April 2014 wurde Shatner von der NASA mit der „Distinguished Public Service“-Medaille ausgezeichnet, der höchsten Ehrung der Raumfahrtbehörde für ein Nicht-Mitglied der Regierung. Zur Begründung hieß es, dass er neue Generationen von Forschern weltweit inspiriert und die NASA und ihre Missionen unablässig unterstützt habe. 2021 wurde er in die Hall of Fame der WWE aufgenommen.

## Synchronisation
Die deutsche Synchronisation übernahm überwiegend Gert Günther Hoffmann, besonders in der Star-Trek-Reihe, mit Ausnahme des zweiten und dritten Kinofilms, in denen Shatner von Klaus Sonnenschein gesprochen wird. Nach Hoffmanns Tod wurde Shatner neben Sonnenschein auch von Otto Mellies synchronisiert. In der Fernsehserie Boston Legal lieh ihm Hartmut Neugebauer seine Stimme.

## Filmografie (Auswahl)

### Filme
- 1951: The Butler’s Night Off
- 1958: Die Brüder Karamasow (The Brothers Karamazov)
- 1961: Urteil von Nürnberg (Judgment at Nuremberg)
- 1961: Frühreife Generation (The Explosive Generation)
- 1962: Weißer Terror (The Intruder)
- 1964: Carrasco, der Schänder (The Outrage)
- 1966: Inkubo (Incubus)
- 1968: Rio Hondo (Comanche Blanco)
- 1970: Sole Survivor (Fernsehfilm)
- 1972: Der Hund von Baskerville (The Hound of the Baskervilles, Fernsehfilm)
- 1973: Dämonen über dem Atlantik (The Horror at 37,000 Feet, Fernsehfilm)
- 1973: Der weite Weg nach Westen (Pioneer Woman)
- 1974: Liebe böse Mama (Big Bad Mama)
- 1974: Indict and Convict
- 1975: Nachts, wenn die Leichen schreien (The Devil’s Rain)
- 1976: Universe (Dokumentar-Kurzfilm, Erzähler)
- 1977: Ferien mit einem Wal (A Whale of a Tale)
- 1977: Mörderspinnen (Kingdom of the Spiders)
- 1978: Little Women
- 1978: Todesflug 401 (Crash)
- 1979: Star Trek: Der Film (Star Trek: The Motion Picture)
- 1979: Die Weiche steht auf Tod (Disaster on the Coastliner) (Fernsehfilm)
- 1980: Die Entführung des Präsidenten (The Kidnapping of the President)
- 1980: The Babysitter
- 1982: Das Horror-Hospital (Visiting Hours)
- 1982: Star Trek II: Der Zorn des Khan (Star Trek II: The Wrath of Khan)
- 1982: Die unglaubliche Reise in einem verrückten Raumschiff (Airplane II: The Sequel)
- 1984: Secrets of a Married Man (Fernsehfilm)
- 1984: Star Trek III: Auf der Suche nach Mr. Spock (Star Trek III: The Search for Spock)
- 1986: Star Trek IV: Zurück in die Gegenwart (Star Trek IV: The Voyage Home)
- 1989: Star Trek V: Am Rande des Universums (Star Trek V: The Final Frontier, auch Regie)
- 1991: Star Trek VI: Das unentdeckte Land (Star Trek VI: The Undiscovered Country)
- 1993: Loaded Weapon 1 (National Lampoon’s Loaded Weapon 1)
- 1994: Star Trek: Treffen der Generationen (Star Trek Generations)
- 1998: Land of the Free (Universal Fighter)
- 1998: Free Enterprise
- 2000: Miss Undercover (Miss Congeniality)
- 2000: Falcon Down
- 2001: Osmosis Jones
- 2002: Showtime
- 2002: The Visitor (Groom Lake)
- 2003: American Psycho II: Der Horror geht weiter (American Psycho II)
- 2004: White Chicks
- 2004: Voll auf die Nüsse (Dodgeball: A True Underdog Story)
- 2005: Miss Undercover 2 – Fabelhaft und bewaffnet (Miss Congeniality 2: Armed and Fabulous)
- 2006: Tierisch wild (The Wild, Stimme)
- 2006: Ab durch die Hecke (Over the Hedge, Stimme)
- 2007: Everest – Wettlauf in den Tod (Everest)
- 2008: Fanboys
- 2009: Der gestiefelte Kater – Die wahre Geschichte  (La Véritable Histoire du chat botté, Stimme in der US-Version)
- 2011: Horrorween
- 2011: The Captains
- 2013: Nix wie weg – vom Planeten Erde (Escape from Planet Earth, Stimme)
- 2015: A Christmas Horror Story
- 2015: Ein Heiratsantrag zu Weihnachten (Just in Time for Christmas)
- 2016: Sunday Horse – Ein Bund fürs Leben (A Sunday Horse)
- 2021: Senior Moment

### Fernsehserien
- 1954: Howdy Doody
- 1955: Playbill (3 Folgen)
- 1957: Studio One (5 Folgen)
- 1958: The United States Steel Hour (3 Folgen)
- 1960, 1963: Twilight Zone (The Twilight Zone, 2 Folgen)
- 1961–1965: Preston & Preston (The Defenders, 5 Folgen)
- 1963: 77 Sunset Strip (5 Folgen)
- 1964: Solo für O.N.C.E.L. (The Man from U.N.C.L.E., Folge 1x09)
- 1965: For the People (13 Folgen)
- 1965: Auf der Flucht (The Fugitive, Folge 3x12)
- 1965, 1969: Die Leute von der Shiloh Ranch (The Virginian, 2 Folgen)
- 1966: Big Valley (The Big Valley, Folge 1x18)
- 1961, 1966: Dr. Kildare (6 Folgen)
- 1966: Rauchende Colts (Gunsmoke, Folge 12x12)
- 1966–1969: Raumschiff Enterprise (Star Trek, 79 Folgen)
- 1970–1974: Der Chef (Ironside, 4 Folgen)
- 1970: FBI (The F.B.I., Folge 6x10)
- 1971–1972: Kobra, übernehmen Sie (Mission Impossible, 2 Folgen)
- 1972: Hawaii Fünf-Null (Hawaii Five-O, Folge 5x03)
- 1973: Mannix (Folge 6x21)
- 1973: Barnaby Jones (Folge 1x02)
- 1973–1974: Die Enterprise (Star Trek: The Animated Series, 22 Folgen, Stimme)
- 1974: Der Sechs-Millionen-Dollar-Mann (The Six Million Dollar Man, Folge 1x11)
- 1974: Kung Fu (Folge 3x03)
- 1974: Petrocelli (Folge 1x05)
- 1974: Make-Up und Pistolen (Police Woman, Folge 1x11)
- 1975: California Cops – Neu im Einsatz (The Rookies, Folge 3x16)
- 1975–1976: Die Küste der Ganoven (Barbary Coast, 14 Folgen)
- 1976, 1994: Columbo (Folgen Mord im Bistro und Todesschüsse auf dem Anrufbeantworter)
- 1982–1986: T.J. Hooker (92 Folgen)
- 1996: Der Prinz von Bel-Air (Folge 6x22)
- 1994: seaQuest DSV (Folge 1x17)
- 1994–1996: Tek War – Krieger der Zukunft (TekWar, 18 Folgen)
- 1997: Cosby (Folge 2x09)
- 1999–2000: Hinterm Mond gleich links (3rd Rock from the Sun, 5 Folgen)
- 2004: Practice – Die Anwälte (The Practice, 6 Folgen)
- 2004–2008: Boston Legal (101 Folgen)
- 2010–2011: Shit! My Dad Says ($#*! My Dad Says, 18 Folgen)
- 2010–2012: Einfach überirdisch! (Weird or What?, Doku, 30 Folgen)
- 2011–2012: Psych (2 Folgen)
- 2012: Rookie Blue (Folge 3x01)
- 2013: Hot in Cleveland (Folge 4x13)
- 2015: Murdoch Mysteries (Folge 9x02)
- 2015: Haven (Folgen 5x23–5x26)
- 2016–2018: Besser spät als nie (Better Late Than Never, Reisesendung)
- 2017–2019: Private Eyes (Folge 2x06, 3x12)
- 2017: The Indian Detective (4 Folgen)
- 2019: The Big Bang Theory (Folge 12x16)
- 2019–: The UnXplained

## Diskografie
- 1968: The Transformed Man (Decca)
- 1977: William Shatner Live (Lemli)
- 1997: Spaced Out: The Very Best of Leonard Nimoy and William Shatner (Universal International)
- 2004: Has Been (Shout! Factory)
- 2011: Seeking Major Tom (Cleopatra Records)[25][26]
- 2013: Ponder the Mystery (Cleopatra Records)
- 2018: Shatner Claus – The Christmas Album (Cleopatra Records)
- 2020: The Blues (Cleopatra Records)

## Hörbücher
- 2008: Up Till Now – gemeinsam mit David Fisher – (Autorenlesung), Highroads Media, ISBN 978-1-4272-0415-8.
- 2016: Leonard: My Fifty-Year Friendship with a Remarkable Man – gemeinsam mit David Fisher – (Autorenlesung), Macmillan Audio, ISBN 978-1-4272-7323-9.

## Bibliografie

### Jake Cardigan
Alle gemeinsam mit Ron Goulart.
Alle deutschen Ausgaben übersetzt von Bernhard Kempen.
- 1 TekWar., Ace/Putnam, 1989, ISBN 0-399-13495-6.
  - Die TEK-Verschwörung. Bastei Lübbe Science-Fiction Abenteuer #23120, Bergisch Gladbach 1991, ISBN 3-404-23120-1.
- 2 Teklords, Ace/Putnam, 1991, ISBN 0-399-13616-9.
  - Das TEK-Kartell. Bastei Lübbe Science-Fiction Abenteuer #23120, Bergisch Gladbach 1992, ISBN 3-404-23126-0.
- 3 Teklab, Ace/Putnam, 1992, ISBN 0-399-13736-X.
  - Die TEK-Dealer. Bastei Lübbe Science-Fiction Abenteuer #23139, Bergisch Gladbach 1993, ISBN 3-404-23139-2.
- 4 Tek Vengeance. Ace/Putnam, 1992, ISBN 0-399-13788-2.
  - Die TEK-Rache. Bastei Lübbe Science-Fiction Abenteuer #23145, Bergisch Gladbach 1993, ISBN 3-404-23145-7.
- 5 Tek Secret. Ace/Putnam, 1993, ISBN 0-399-13892-7.
  - Das TEK-Geheimnis. Bastei Lübbe Science-Fiction Abenteuer #23150, Bergisch Gladbach 1994, ISBN 3-404-23150-3.
- 6 Tek Power. Ace/Putnam, 1994, ISBN 0-399-13997-4.
  - TEK-Power. Bastei Lübbe Science-Fiction Abenteuer #23174, Bergisch Gladbach 1996, ISBN 3-404-23174-0.
- 7 Tek Money. Ace/Putnam, 1995, ISBN 0-399-14109-X.
- 8 Tek Kill. Ace/Putnam, 1996, ISBN 0-399-14202-9.
- 9 Tek Net. Ace/Putnam, 1997, ISBN 0-399-14339-4.
- TEK. Bastei Lübbe Science-Fiction Abenteuer #23176, Bergisch Gladbach 1995, ISBN 3-404-23176-7. (Sammelband 1–3)

### Star Trek
(mit Judith & Garfield Reeves-Stevens)
- The Ashes of Eden. Pocket Books, 1995, ISBN 0-671-52035-0.
  - Die Asche von Eden. Carlsen, Hamburg 1996, Übersetzer Uwe Anton, ISBN 3-551-72440-7.
- The Return. Pocket Books, 1996, ISBN 0-671-52610-3.
  - Die Rückkehr Heyne Science-Fiction & Fantasy #5689, München 1999, Übersetzer Ronald M. Hahn, ISBN 3-453-16178-5.
- Avenger. Pocket Books, 1997, ISBN 0-671-55132-9.
  - Der Rächer. Heyne Science-Fiction & Fantasy #5690, München 2000, Übersetzer Ronald M. Hahn, ISBN 3-453-16184-X.
- Odyssey, (Beinhaltet die 3 oben genannten Romane „Die Asche von Eden“, „Die Rückkehr“ u. „Der Rächer“ in einem Buch) 1998
- Spectre. Pocket Books, 1998, ISBN 0-671-00878-1.
  - Das Gespenst. Heyne Science-Fiction & Fantasy #5703, München 2000, Übersetzer Andreas Brandhorst, ISBN 3-453-17931-5.
- Dark Victory. Pocket Books, 1999, ISBN 0-671-00882-X.
  - Dunkler Sieg. Heyne Science-Fiction & Fantasy #5704, München 2001, Übersetzer Andreas Brandhorst, ISBN 3-453-18771-7.
- Preserver. Pocket Books, 2000, ISBN 0-671-02125-7.
  - Die Bewahrer. Heyne Science-Fiction & Fantasy #5705, München 2001, Übersetzer Andreas Brandhorst, ISBN 3-453-19655-4,
- Captain’s Peril. Pocket Books, 2002, ISBN 0-7434-4819-7.
  - Sternendämmerung Heyne Science-Fiction & Fantasy #5707, München 2003, Übersetzer Andreas Brandhorst, ISBN 3-453-87068-9.
- Captain’s Blood. Pocket Books, 2003, ISBN 0-671-02129-X.
  - Sternennacht. Heyne Science-Fiction & Fantasy #5708, München 2004, Übersetzer Andreas Brandhorst, ISBN 3-453-52003-3.
- Captain’s Glory. Pocket Books, 2006, ISBN 0-7434-5343-3.
  - Sternenfluchten. Heyne Science-Fiction & Fantasy #52108, München 2007, Übersetzer Andreas Brandhorst, ISBN 3-453-52108-0.
- Collision Course. Pocket Books 2007, ISBN 1-4165-0396-X.

### Die Sternenjäger – Quest for Tomorrow
Gemeinsam mit W. T. Quick.
- Delta Search. HarperPrism, 1997, ISBN 0-06-105274-4.
  - Der Delta-Code. Heyne Science-Fiction & Fantasy #6430, München 2002, Übersetzerin Barbara Ostrop, ISBN 3-453-21365-3.
- In Alien Hands. HarperPrism, 1997, ISBN 0-06-105275-2.
- Die Gen-Kriege. Heyne Science-Fiction & Fantasy #6431, München 2002, Übersetzerin Barbara Ostrop, ISBN 3-453-21364-5.
- Step into Chaos. HarperPrism, 1999, ISBN 0-06-105276-0.
- Beyond the Stars. HarperPrism, 2000, ISBN 0-06-105118-7.
- Shadowplanet. Eos / HarperCollins, 2002, ISBN 0-06-105119-5.

### Man O’War
- Man O’War. Ace/Putnam, 1996, ISBN 0-399-14131-6.
- The Law of War. Ace/Putnam, 1998, ISBN 0-399-14360-2.

### Zero-G / Samuel Lord
Gemeinsam mit Jeff Rovin.
- Zero-G. Simon & Schuster, 2016, ISBN 978-1-5011-1155-6.
- Zero-G: Green Space. Simon & Schuster, 2017, ISBN 978-1-5011-1158-7.

### Einzelroman
- Believe. Berkley Books, 1992, ISBN 0-425-13296-X. (mit Michael Tobias)

### Sachbücher
- Shatner: Where No Man …: The Authorized Biography of William Shatner. Tempo Star / Ace, 1979, ISBN 0-441-88975-1 (mit Myrna Culbreath und Sondra Marshak).
- Captain’s Log: William Shatner’s Personal Account of the Making of Star Trek V the Final Frontier. Pocket Books, 1989, ISBN 0-671-68652-6 (mit Lisabeth Shatner).
- Star Trek Memories. HarperCollins (UK), 1993, ISBN 0-00-637970-2 (mit Chris Kreski).
  - Star Trek – Erinnerungen. Heyne Science-Fiction & Fantasy #5188, München 1994, Übersetzer Andreas Brandhorst, ISBN 3-453-07957-4.
- Star Trek Movie Memories. HarperCollins (UK), 1994, ISBN 0-00-638416-1 (mit Chris Kreski).
  - Star Trek – Erinnerungen. Die Filme. Heyne Science-Fiction & Fantasy #5450, München 1996, Übersetzer Bernhard Kempen, ISBN 3-453-09474-3.
- Get a Life! Pocket Books, 1999, ISBN 0-671-02131-1 (mit Chris Kreski).
- The Encyclopedia of Science Fiction Movies, 2001 (mit C. J. Henderson).
- I’m Working on That: A Trek from Science Fiction to Science Fact. Pocket Books, 2002, ISBN 0-671-04737-X (mit Chip Walter).
- Up Till Now. The Autobiography. Thomas Dunne Books / St. Martin’s Press, 2008, ISBN 978-0-312-37265-1 (mit David Fisher).
  - Durch das Universum bis hierher: Die Autobiographie Schwarzkopf & Schwarzkopf, Berlin 2009, Übersetzer Thorsten Wortmann, ISBN 3-89602-879-0.
- Shatner Rules: Your Guide to Understanding the Shatnerverse and the World at Large. Dutton, 2011, ISBN 978-0-525-95251-0.
- Leonard – My Fifty-Year Friendship with a Remarkable Man. Thomas Dunne Books / St. Martin’s Press, New York 2016, ISBN 978-1-250-08331-9 (mit David Fisher).
  - Spock und ich. Mein Freund Leonard Nimoy. Wilhelm Heyne, München 2016, Übersetzerin Johanna Wais, ISBN 978-3-453-20143-9 (mit 17 Fotos).
- Spirit of the Horse: A Celebration in Fact and Fable. Thomas Dunne Books / St. Martin’s Press, 2017, ISBN 978-1-250-13002-0.
- Live Long and …: What I Learned Along the Way. Thomas Dunne Books / St. Martin’s Press, 2018, ISBN 978-1-250-16669-2 (mit David Fisher).
  - Lebe Lang … und was ich auf meinem Weg lernte: Die Autobiografie. Hannibal Verlag, Innsbruck 2019, Übersetzer Alan Tepper, ISBN 978-3-85445-664-3.